# غوس وليامز (لاعب كرة قاعدة)
غوس وليامز (بالإنجليزية: Gus Williams)‏ هو لاعب كرة قاعدة أمريكي، ولد في 1870، وتوفي في 14 أكتوبر 1890 في نيويورك في الولايات المتحدة.

## وصلات خارجية
- غوس وليامز على موقعبيزبول رفرنس.كوم (الدوري الرئيسي) (الإنجليزية)